# Wasyl Panejko
Wasyl Panejko, ukr. Василь Панейко (ur. 6 marca 1883 w pobliżu Złoczowa, zm. 29 maja 1956 w Caracas) – ukraiński działacz społeczny, polityk i dziennikarz. Sekretarz spraw zagranicznych Zachodnioukraińskiej Republiki Ludowej.
Absolwent Wydziału Prawa Uniwersytetu Lwowskiego. Członek Ukraińskiej Partii Narodowo-Demokratycznej. Od 1907 współpracownik gazety Diło. W latach 1912–1918 redaktor naczelny Diła (w czasie okupacji Lwowa przez armię rosyjską w latach 1914–1915 wydawanego w Wiedniu). Jeden z redaktorów tygodnika Ukrainische Korrespondenz. W listopadzie 1918 wybrany sekretarzem państwowym spraw zagranicznych Zachodnioukraińskiej Republiki Ludowej. W 1919 wiceprzewodniczący delegacji ukraińskiej na paryską konferencję pokojową, od grudnia 1919 przewodniczący delegacji Zachodnioukraińskiej Republiki Ludowej na konferencji.
Od 1920 był korespondentem zagranicznym Diła. Od 1925 wydawał Diło i dwutygodnik Polityka we Lwowie, później był korespondentem Diła w Paryżu. W latach trzydziestych XX w. usunął się z życia politycznego. W 1945 emigrował do USA, a w 1955 do Wenezueli.